# Афонин, Юрий Вячеславович
Юрий Вячеславович Афонин (род. 22 марта 1977, Тула) — российский политик. Депутат Государственной думы Федерального собрания Российской Федерации V, VI, VII и VIII созывов, первый заместитель председателя комитета Госдумы по природным ресурсам, собственности и земельным отношениям, член фракции КПРФ.
Первый секретарь Центрального комитета Ленинского коммунистического союза молодёжи Российской Федерации (2004—2013), первый секретарь Тульского обкома КПРФ (2008—2014), секретарь Центрального комитета КПРФ (2004—2017), член Президиума ЦК КПРФ с 2013 года. Первый заместитель Председателя ЦК КПРФ с 24 апреля 2021 года.
Из-за вторжения России на Украину, находится под международными санкциями Евросоюза, США, Великобритании и ряда других стран

## Биография
Родился 22 марта 1977 года в Туле.

### Образование
В 1999 году окончил исторический факультет Тульского государственного педагогического университета.
В 2007 году окончил Академию государственной службы при президенте РФ по специальности «Юриспруденция».

### Депутатская деятельность
В 2000 году избран депутатом Тульской областной думы. В 2004 году внёс поправки в областной закон «Об особенностях оборота земель сельхозназначения», которые запретили куплю-продажу земель сельскохозяйственного назначения в Тульской области до 2015 года.
В том же году переизбран депутатом Тульской областной думы как лидер регионального партийного списка КПРФ.
В 2007 году избран депутатом Государственной Думы ФС РФ по списку КПРФ от Республики Башкортостан. Работал в комитете Госдумы по делам молодежи.
В 2011 году избран депутатом Государственной Думы в составе первой тройки партийного списка КПРФ. Работал заместителем председателя комитета Госдумы по физической культуре, спорту и делам молодёжи.
18 сентября 2016 года вновь избран депутатом Государственной Думы.
5 октября 2016 года на первом заседании Госдумы VII созыва избран первым заместителем председателя комитета Госдумы по природным ресурсам, собственности и земельным отношениям.
С 27 мая 2017 года — заместитель Председателя ЦК КПРФ.
С 24 апреля 2021 года — Первый заместитель Председателя ЦК КПРФ.

### Политическая работа
В 1998 году возглавил работу по восстановлению комсомольской организации в Тульской области.
В 1999—2000 годах — ведущий специалист в комитете по экономике администрации города Щёкино и Щёкинского района Тульской области.
С 2002 года — секретарь, с 2008 года — первый секретарь Тульского обкома КПРФ.
В ноябре 2003 года был избран первым секретарём ЦК Союза коммунистической молодежи.
В апреле 2004 года на пленуме Союза комсомольских организаций избран руководителем исполкома СКО-ВЛКСМ.
С 2004 по 2017 год — секретарь Центрального комитета КПРФ.
На XIII съезде КПРФ, состоявшемся в Москве 29-30 ноября 2008 года, был избран в состав Секретариата ЦК КПРФ.На XV Съезде КПРФ (23-24 февраля 2013 года) избран членом Президиума ЦК КПРФ.
24 апреля 2021 года на XVIII съезде КПРФ был избран Первым заместителем Председателя ЦК КПРФ (вместе с Иваном Мельниковым).

## Санкции
11 марта 2022 года США ввели санкции против 12 депутатов Госдумы, которые были задействованы в признании независимости ЛНР и ДНР, в частности против Афонина. 15 марта аналогичные санкции ввела Япония. По состоянию на декабрь 2022 года находится под санкциями Австралии, Великобритании, Канады, США, Франции, Швейцарии, Украины, Новой Зеландии, Бельгии, Японии и Европейского союза

## Законотворческая деятельность
С 2007 по 2019 год, в течение исполнения полномочий депутата Государственной Думы V, VI и VII созывов, выступил соавтором 76 законодательных инициатив и поправок к проектам федеральных законов.

## Награды
- Почётная грамота Президента Российской Федерации (21 августа 2018 года) — за заслуги в подготовке и проведении XIX Всемирного фестиваля молодёжи и студентов в 2017 году в городе Сочи[12]
- Благодарность Правительства Российской Федерации (16 декабря 2019 года) — за большой вклад в развитие российского парламентаризма и активную законотворческую деятельность[13]